# Landsbygdsorter i Hrodna voblast
I Republiken Vitryssland bestäms kriterierna för ortskategorierna genom Republiken Vitrysslands lag den 5 maj 1998 № 154-Z ”Om administrativa och territoriella uppdelningen och om ordningen för att lösa frågor om den administrativa och territoriella anordningen i Republiken Vitryssland”.
Landsbygdsorter är indelade i följande underkategorier:
- agropoliser (vitryska, pl: аграгарадкі eller ahraharadki; sing: аграгарадок eller ahraharadok) – utvecklade orter med tillverknings- och socialinfrastruktur realiserande statliga sociala miniminormer för deras befolkning och för invånare i de omgivande områdena;
- samhällen (vitryska, pl: пасёлкі eller pasiolki; sing: пасёлак eller pasiolak), byar (vitryska, pl: вёскі eller vioski; sing: вёска eller vioska) – orter med tillverknings- och socialinfrastruktur som inte är agropoliser;
- ensamgårdar (vitryska, pl: хутары eller chutary; sing: хутар eller chutar) – orter som inte är agropoliser, byar eller samhällen.

## Karta över de största landsbygdsorterna i Hrodna voblasć
Landsbygdsorter med folkmängd:
|  | – 2 000 och mera        |
|  | – från 1 000 till 1 999 |

## Antal landsbygdsorter och folkmängd
Den 14 oktober 2009 (folkräkning) fanns det i Hrodna voblasć 4 335 landsbygdsorter, däribland:
| Folkmängd             | Antal | Antal i procent | Personer | Personer i procent |
| --------------------- | ----- | --------------- | -------- | ------------------ |
| 2 000 och mera        | 3     | 0,07 %          | 8 282    | 2,49 %             |
| från 1 000 till 1 999 | 25    | 0,58 %          | 33 884   | 10,20 %            |
| från 500 till 999     | 91    | 2,10 %          | 61 450   | 18,49 %            |
| från 200 till 499     | 256   | 5,91 %          | 79 835   | 24,03 %            |
| från 100 till 199     | 339   | 7,82 %          | 46 663   | 14,04 %            |
| från 50 till 99       | 718   | 16,56 %         | 49 941   | 15,03 %            |
| från 20 till 49       | 1 200 | 27,68 %         | 39 409   | 11,86 %            |
| från 10 till 19       | 617   | 14,23 %         | 8 693    | 2,62 %             |
| från 5 till 9         | 442   | 10,20 %         | 3 067    | 0,92 %             |
| från 2 till 4         | 321   | 7,40 %          | 960      | 0,29 %             |
| 1                     | 109   | 2,51 %          | 109      | 0,03 %             |
| utan befolkning       | 214   | 4,94 %          | 0        | 0,00 %             |
| Summa                 | 4 335 | 100,00 %        | 332 293  | 100,00 %           |

Den 1 januari 2016 fanns det bara 4 309 landsbygdsorter.

## Lista över de största landsbygdsorterna i Hrodna voblasć
Latinska namnen på listan är skrivna i enlighet med de officiella nationella och internationella translitterationsreglerna.

| Nr | Vapen | Namn (latinskt)       | Namn (kyrilliskt)  | Status (2009)   | Status (2016) | Distrikt (rajon)      | Folkmängd (folkräkning, 2009) |
| -- | ----- | --------------------- | ------------------ | --------------- | ------------- | --------------------- | ----------------------------- |
| 1  |       | Vierciališki          | Верцялішкі         | by              | agropolis     | Hrodna distrikt       | 3 282                         |
| 2  |       | Aziory                | Азёры              | by              | agropolis     | Hrodna distrikt       | 2 705                         |
| 3  |       | Žyrovicy              | Жыровіцы           | by              | agropolis     | Slonims distrikt      | 2 295                         |
| 4  |       | Abuchava              | Абухава            | by              | agropolis     | Hrodna distrikt       | 1 962                         |
| 5  |       | Putryški              | Путрышкі           | by              | agropolis     | Hrodna distrikt       | 1 847                         |
| 6  |       | Ražanka               | Ражанка            | by              | agropolis     | Ščučyns distrikt      | 1 766                         |
| 7  |       | Vasiliški             | Васілішкі          | by              | agropolis     | Ščučyns distrikt      | 1 712                         |
| 8  |       | Parečča               | Парэчча            | (landsbygdsort) | −             | Hrodna distrikt       | 1 639                         |
| 9  |       | Dzitva                | Дзітва             | samhälle        | agropolis     | Lida distrikt         | 1 569                         |
| 10 |       | Lipniški              | Ліпнішкі           | by              | agropolis     | Iŭje distrikt         | 1 461                         |
| 11 |       | Hiezhaly              | Гезгалы            | samhälle        | agropolis     | Dziatlava distrikt    | 1 460                         |
| 12 |       | Pahraničny            | Пагранічны         | samhälle        | agropolis     | Bierastavica distrikt | 1 445                         |
| 13 |       | Soly                  | Солы               | by              | agropolis     | Smarhońs distrikt     | 1 374                         |
| 14 |       | Indura                | Індура             | by              | agropolis     | Hrodna distrikt       | 1 360                         |
| 15 |       | Minojty               | Мінойты            | by              | by            | Lida distrikt         | 1 351                         |
| 16 |       | Lieščanka             | Лешчанка           | by              | by            | Navahrudaks distrikt  | 1 340                         |
| 17 |       | Bieniakoni            | Беняконі           | by              | agropolis     | Voranava distrikt     | 1 279                         |
| 18 |       | Hieraniony            | Геранёны           | by              | agropolis     | Iŭje distrikt         | 1 278                         |
| 19 |       | Kvasoŭka              | Квасоўка           | by              | agropolis     | Hrodna distrikt       | 1 266                         |
| 20 |       | Pieršamajski          | Першамайскі        | samhälle        | samhälle      | Lida distrikt         | 1 227                         |
| 21 |       | Malaja Bierastavica   | Малая Бераставіца  | by              | agropolis     | Bierastavica distrikt | 1 174                         |
| 22 |       | Vialikija Sciapaniški | Вялікія Сцяпанішкі | by              | by            | Masty distrikt        | 1 156                         |
| 23 |       | Varniany              | Варняны            | by              | agropolis     | Astraviecs distrikt   | 1 128                         |
| 24 |       | Budzionaŭka           | Будзёнаўка         | by              | by            | Ašmiany distrikt      | 1 050                         |
| 25 |       | Krakoŭka              | Кракоўка           | by              | agropolis     | Ašmiany distrikt      | 1 020                         |
| 26 |       | Hudahaj               | Гудагай            | samhälle        | samhälle      | Astraviecs distrikt   | 1 009                         |
| 27 |       | Zabalać               | Забалаць           | by              | agropolis     | Voranava distrikt     | 1 007                         |
| 28 |       | Masty Pravyja         | Масты Правыя       | by              | agropolis     | Masty distrikt        | 1 004                         |

## Bildgalleri

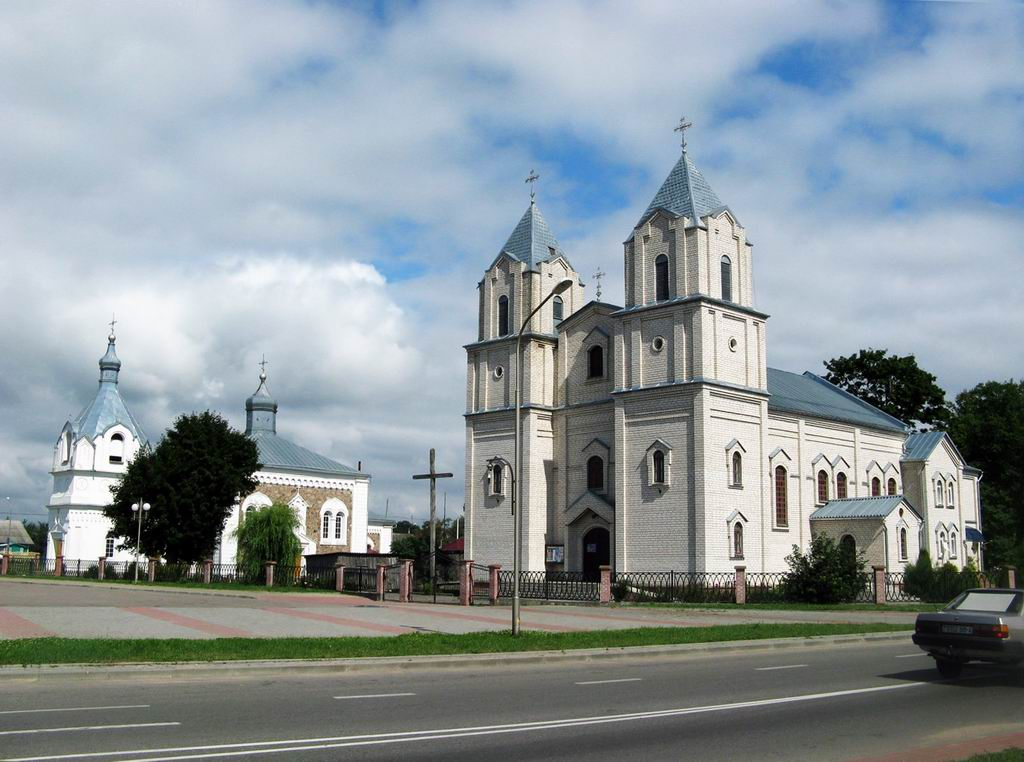
Aziory
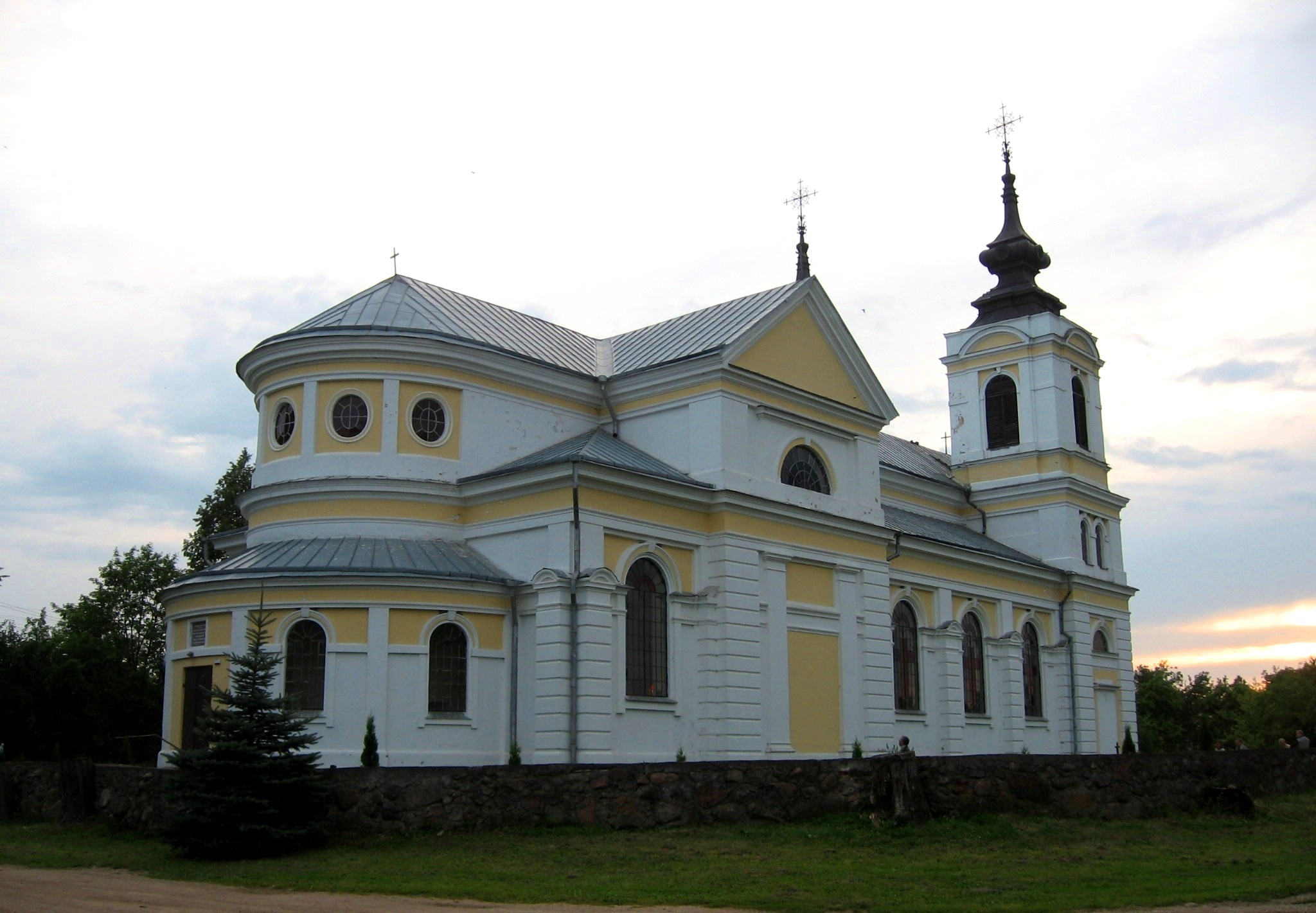
Bieniakoni
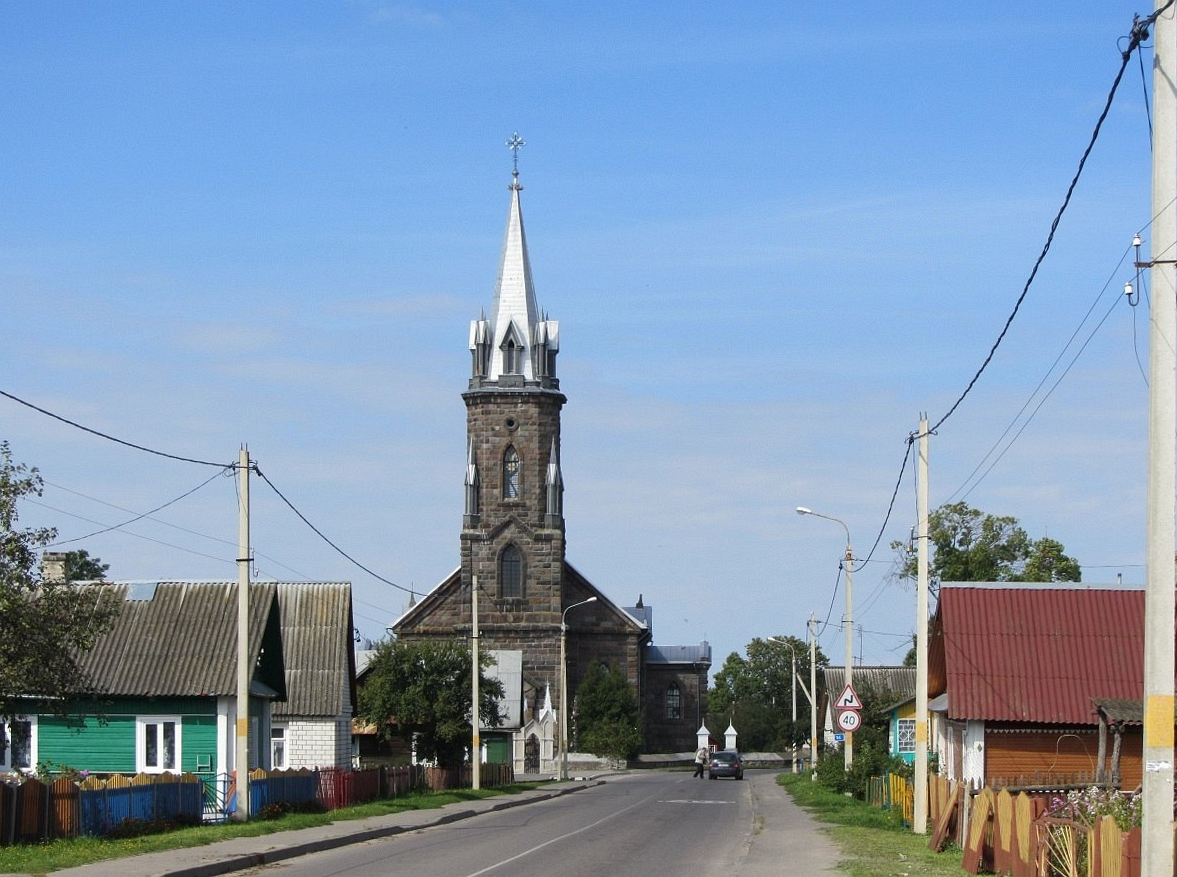
Lipniški
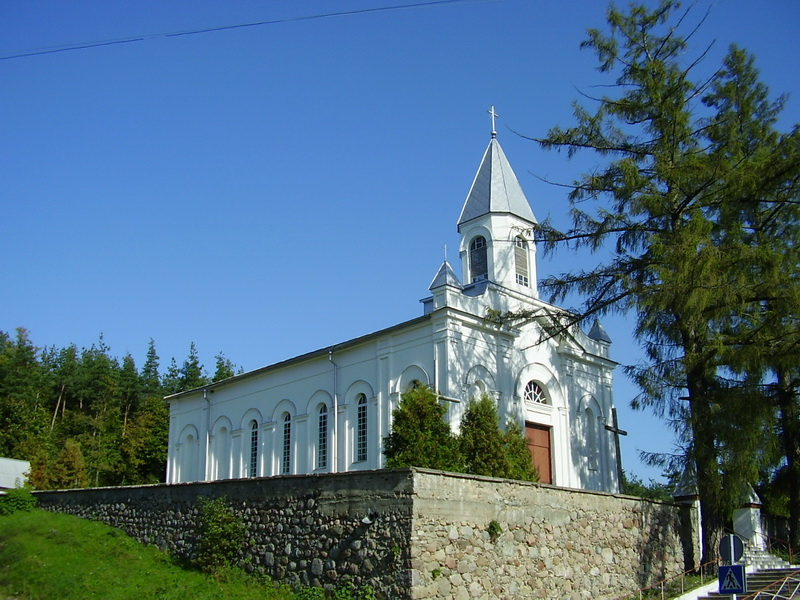
Malaja Bierastavica
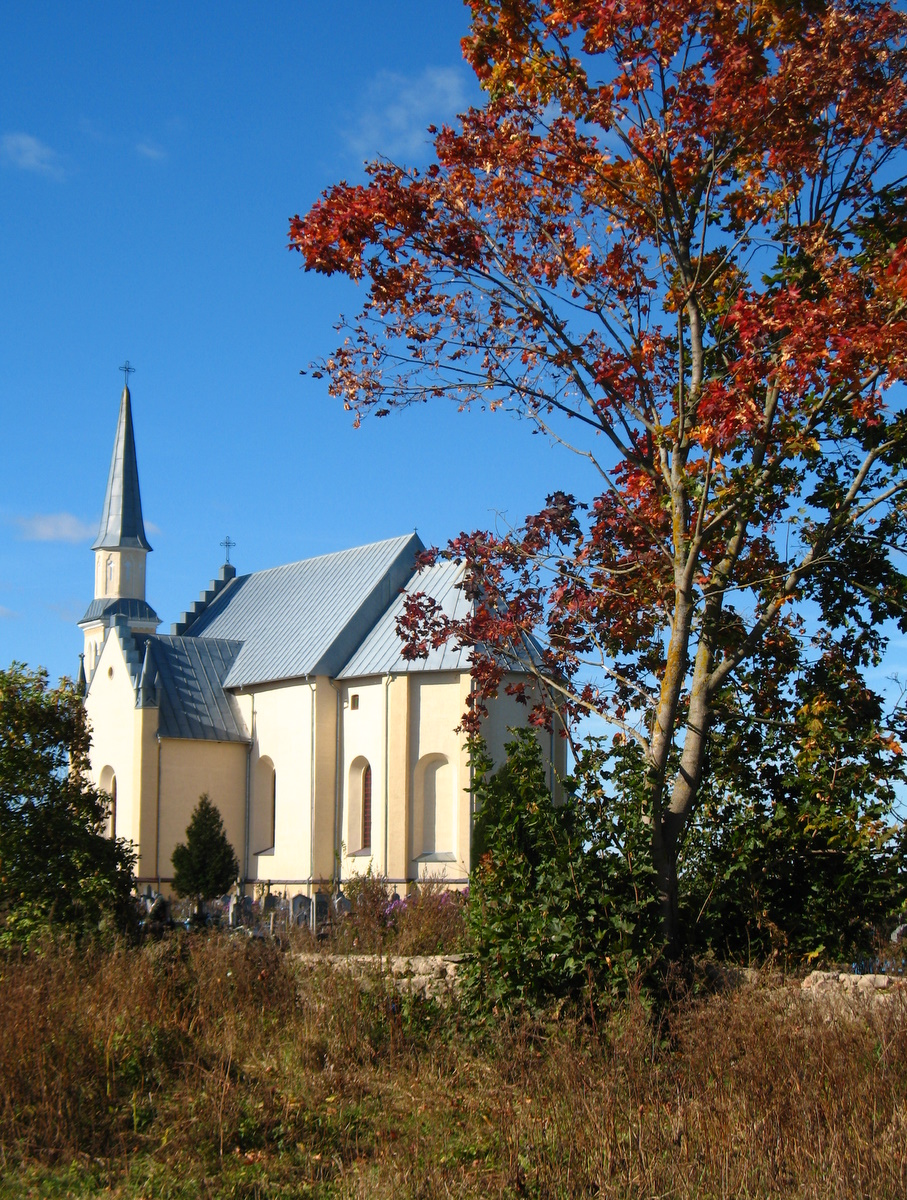
Ražanka
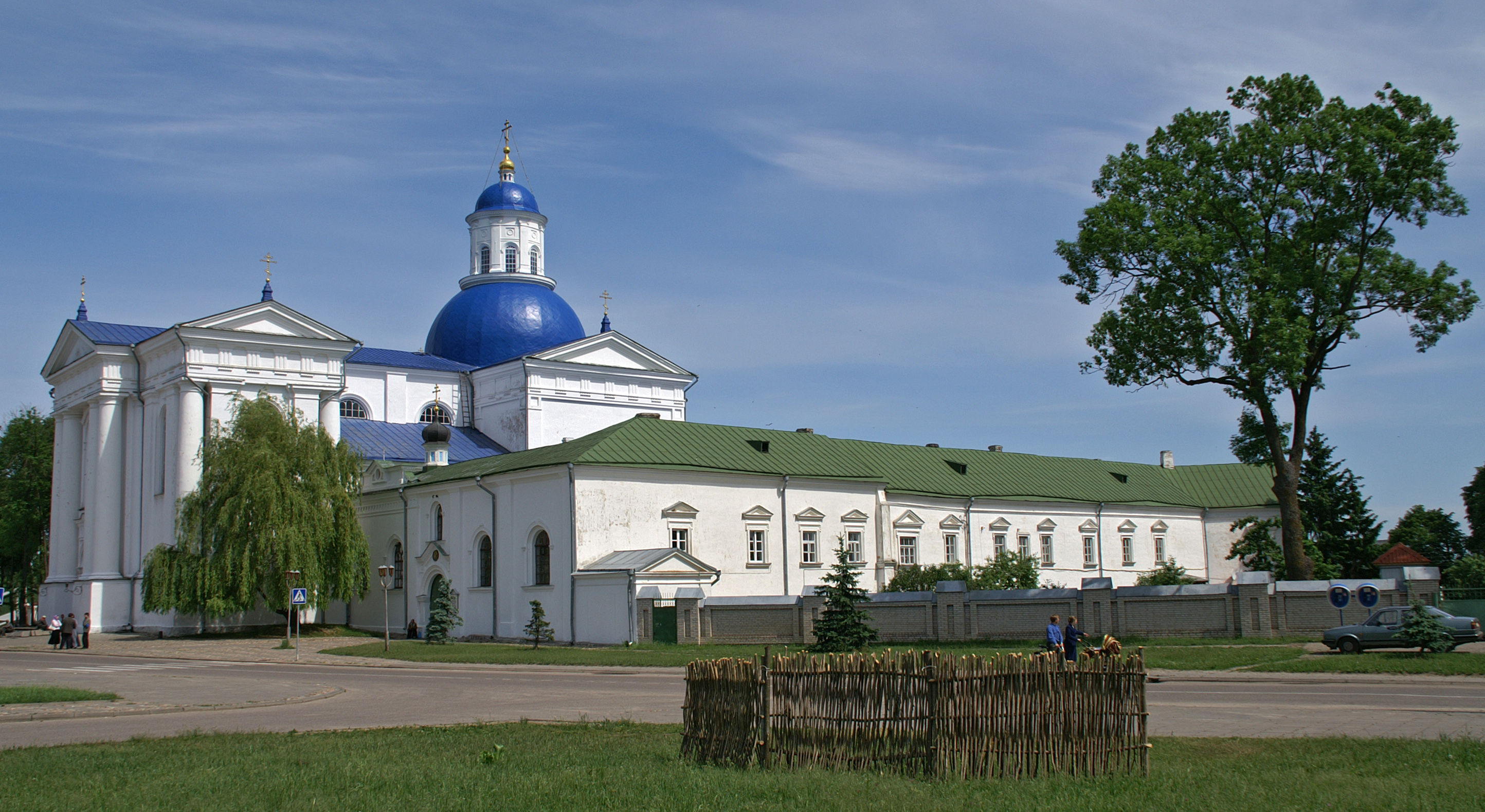
Žyrovicy